# 장미산 (충북)
장미산은 충청북도 충주시에 있는 산이다. 이곳에 충주 장미산성이 있다.